# 伝位
伝位(でんい)とは、武道、芸道の世界で師から弟子に伝授される技能の段階。あるいは技能の等級をいう。類似概念として段位がある。

## 概要
武芸の技能等級としては段位や級位など段級位制を採用していることが多いが、段級位制の多くが剣道や弓道など明治時代以降に創始された現代武道や芸道の連盟によって制定されているのに対し、伝位の多くは剣術や居合術などの古武道や書画、茶道、華道の各流派によって制定されているのが特徴である。一般に、師からすべての技芸を伝授されることを免許皆伝などというように、伝授される技能の段階と習得状況に応じて伝位が免許される。伝位制度の階梯は、その流派によって名称や段階の数やその順序、認定方法などに違いがみられるが、概ね最高位から上級の伝位として極伝、皆伝、総伝、脩伝、奥伝などの伝授が定められ、上級から中級の伝位としては外伝、内伝、正中伝、大転中伝、中伝、初級の伝位としては表伝、初伝、準初伝などと定められていることが多い。また、正式に伝位制度を定めないまでにも、特定の職業領域でもその専門知識や能力の程度を比喩として伝位で表す場合もある。
下記の表は、辞書などで掲載している一般的な伝位(伝授)とその解説の一覧である。以下の表の通り、皆伝と奥伝はほぼ同一の意味を持っているが、同一の伝位制度の中で両者が併存している場合もある。
| 伝位 | 解説                                                                         |
| ---- | ---------------------------------------------------------------------------- |
| 極伝 | 家伝のうちで秘奥とする伝授。家伝中の家伝のこと。目録・皆伝よりも上位にある。 |
| 皆伝 | 師からその道の奥義をすべて伝授されること。「奥許し」とも。「免許皆伝」。     |
| 奥伝 | 師から奥義を伝授されること。「奥許し」と同義。                               |
| 中伝 | 修行の道半ばで授けられる伝授のこと。「中許し」に同じ。                       |
| 初伝 | 最初の段階に伝授される段階。「初手許し」、「初許し」とも。                   |

また、下記では剣術の流派で採用されている伝位として、新陰流の伝位制度について示す。
| 伝位           | 教習内容 |
| -------------- | --- |
| 皆伝位         | 砕き等々 |
| 内伝位         | 奥義之太刀（本伝）八箇必勝（伝授の太刀） |
| 外伝位         | 天狗抄太刀数構八（本伝） |
| 目録位         | 奥義之太刀（内伝） 燕飛六箇之太刀（本伝） 参学円之太刀（本伝） 九箇之太刀（本伝）両刀三勢                                                                           |
| 仮目録位       | 七太刀 二十七箇条截相 奪刀法・坐奪刀法 |
| 天狗抄奥位     | 参学円之太刀（下から使い・内伝一） 九箇之太刀（下から使い・内伝一）外雷刀三十一勢                                                                                   |
| 天狗抄位       | 天狗抄（内伝）二人懸（伝授の太刀） |
| 小転位         | 参学円之太刀（下から使い・内伝二） 九箇之太刀（下から使い・内伝二） 燕飛六箇之太刀（内伝）相雷刀八勢（下から使い） 下段八勢（下から使い） 続雷刀十八勢 小転変十三勢 |
| 大転位         | 中段十四勢 下段八勢（取揚げ使い） 後雷刀十三勢 小転三位（伝授の太刀）                                                                                               |
| 表位           | 九箇之太刀（取揚げ使い）大転三位（伝授の太刀） |
| 入門・初級課程 | 参学円之太刀（取揚げ使い）相雷刀八勢（取揚げ使い） |

さらに、美術品としての日本刀の保存に関する技術の認定を行う公益財団法人日本美術刀剣保存協会でも、刀剣の保存技術に下記のような伝位を制定している。
| 伝位       | 認定方法                       |
| ---------- | ------------------------------ |
| 奥伝位     | 論文試験と実技試験及び口頭試問 |
| 奥伝位待遇 | 論文試験と実技試験及び口頭試問 |
| 中伝位     | 論文試験と実技試験             |
| 初伝位     | 記述試験                       |

### 書籍
- 高橋一幸著『 成長する英語教師―プロの教師の「初伝」から「奥伝」まで』(大修館書店、2011年) ISBN 4469245666
- 新村出編『広辞苑 第六版』（岩波書店、2011年）ISBN 400080121X
- 松峯達男著『居合の研究 夢想神伝流〈上〉初伝・中伝』(スキージャーナル、2007年) ISBN 4789921093
- 松峯達男著『居合の研究 夢想神伝流〈下〉初伝・奥伝』(スキージャーナル、2008年) ISBN 478992114X
- 松村明編『大辞林 第三版』（三省堂、2006年）ISBN 4385139059

### URL
- 「公益財団法人日本美術刀剣保存協会 伝位授与規程 (PDF) 」(公益財団法人日本美術刀剣保存協会、2012年)
- 「新陰流兵法転会」ウェブサイト